# NGC 3981
NGC 3981 = Arp 289 ist eine Balken-Spiralgalaxie vom Hubble-Typ SBbc im Sternbild Becher südlich der Ekliptik. Sie ist schätzungsweise 70 Millionen Lichtjahre von der Milchstraße entfernt und hat einen Durchmesser von etwa 120.000 Lj. NGC 3981 ist ein Mitglied der NGC-4038-Gruppe und damit ein Teil des Virgo-Superhaufens. 
Halton Arp gliederte seinen Katalog ungewöhnlicher Galaxien nach rein morphologischen Kriterien in Gruppen. Dieses Galaxienpaar gehört zu der Klasse Galaxien mit Windeffekten.
Im selben Himmelsareal befinden sich die Galaxien NGC 3472, NGC 3956, NGC 3957, NGC 3969.
Das Objekt wurde am 7. Februar 1785 von Wilhelm Herschel mithilfe seines 18,7-Zoll-Spiegelteleskops entdeckt.